# Hussein Sirri Pascha
Hussein Sirri Pasha, född 1894, död 1960, var Egyptens regeringschef under perioderna 15 november 1940–5 februari 1942, 26 juli 1949–12 januari 1950 samt 2 juli–22 juli 1952.